# 諏訪神社
諏訪神社（すわじんじゃ）は、「諏訪」を社名に持つ神社。

## 概要
全国に約25,000社あり、長野県の諏訪湖近くの諏訪大社（旧称：諏訪神社）を総本社とする。また、諏訪神社を中心とする神道の信仰を諏訪信仰（すわしんこう）という。諏訪信仰は日本全国に広まっている。
諏訪大社の祭神は「諏訪大明神」ともいわれる建御名方神とその妃・八坂刀売神で、他の諏訪神社もこの2神を主祭神とするほか、「諏訪大神」と総称することもある。諏訪大社より祭神を勧請する際には薙鎌に神霊が移され、各神社ではこれを神体としている。また、中世には狩猟神事を執り行っていたことから、狩猟、漁業を守護する神社としても崇拝を受ける。これらは諏訪の神の山神としての性格を表している。
諏訪大社では6年に一度、御柱（おんばしら）と呼ばれる4本の柱を立てる御柱祭が行われるが、同様の祭が行われる諏訪神社が多い。また、諏訪大社の春の御頭祭（おんとうさい）や、8月下旬（元は7月下旬）に行われる狩猟神事御射山祭（みさやまさい）にちなんだ祭事を行うところもある。
岡田莊司らによると、祭神で全国の神社を分類すれば、諏訪信仰に分類される神社は全国6位（2,616社）であるという。

## 主な諏訪神社の一覧

### 総本社
- 諏訪大社（長野県諏訪市、茅野市、諏訪郡下諏訪町） - 諏訪神社総本社

### 北海道
- 諏訪神社 (札幌市)（札幌市東区）
- 花磯諏訪神社（爾志郡乙部町）

### 東北地方
青森県
- 諏訪神社 (青森市)（青森市）

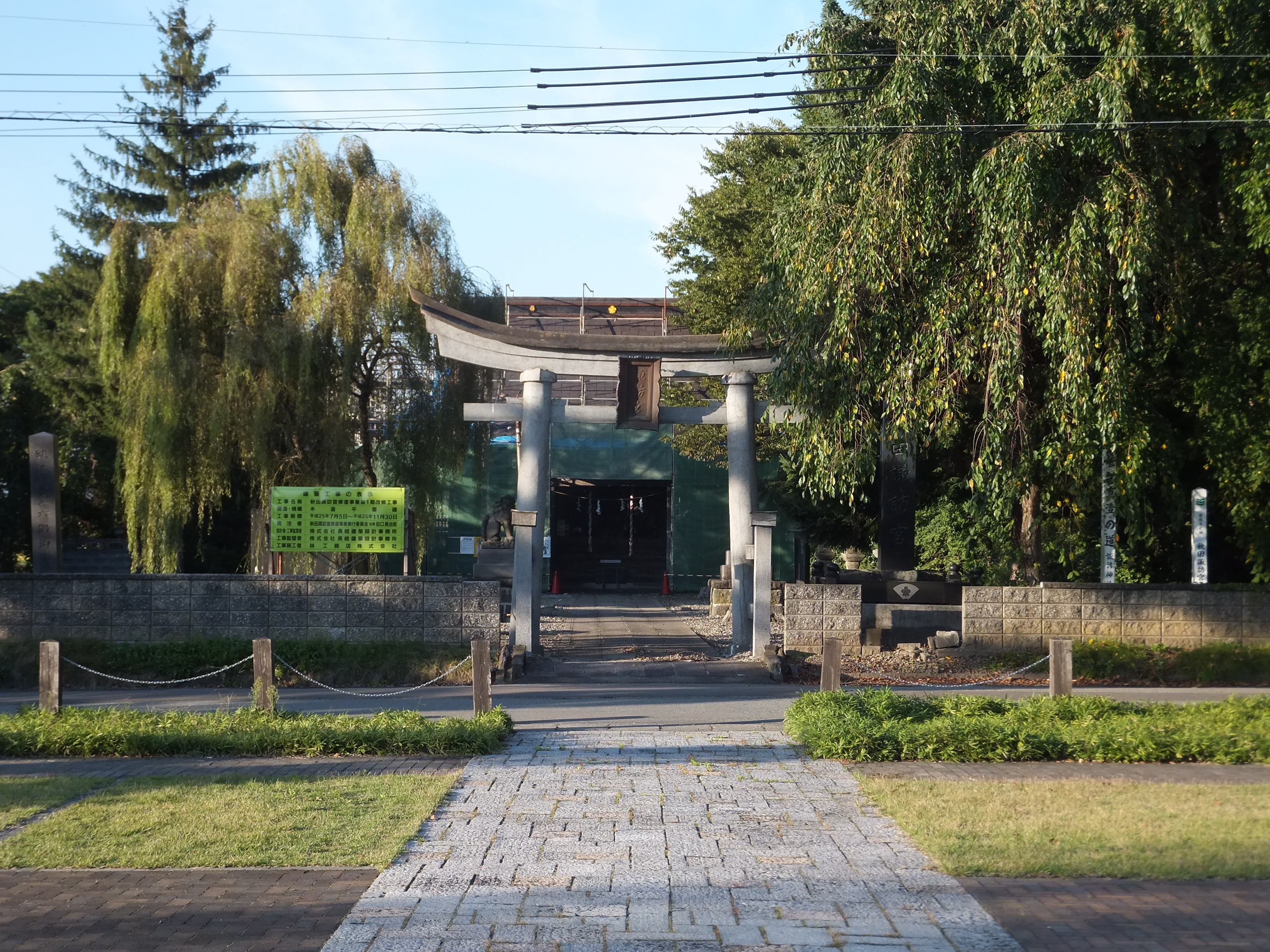
秋田諏訪宮

- 諏訪神社 (青森県南部町)（三戸郡南部町）

岩手県
- 諏訪神社（花巻市上諏訪）
- 諏訪神社 (北上市)（北上市諏訪町）
- 諏訪神社（久慈市長内町） - 源義経の北方伝説ゆかりの伝承が残っている。

宮城県
- 諏訪神社 (仙台市太白区)（仙台市太白区）
- 諏訪神社 (仙台市青葉区)（仙台市青葉区）

秋田県
- 秋田諏訪宮（仙北郡美郷町） - 別表神社

山形県
- 諏訪神社 (山形市)（山形市諏訪町）

福島県
- 諏方神社 (会津若松市)（会津若松市）
- 小名浜諏訪神社（いわき市小名浜諏訪町）
- 諏訪神社（いわき市小川町）
- 北宮諏方神社（喜多方市）
- 諏訪神社 (小野町)（田村郡小野町）

### 関東地方
茨城県
- 結城諏訪神社（結城市大字上山川）
- 諏訪神社 (常総市)（常総市水海道諏訪町）
- 諏訪神社 (日立市)（日立市諏訪町）

群馬県
- 諏訪神社 (藤岡市)（藤岡市藤岡）

埼玉県
- 諏訪神社 (飯能市)（飯能市下名栗）
- 血洗島#諏訪神社（深谷市血洗島）
- 諏訪神社 (深谷市上柴町)（深谷市上柴町）
- 諏訪神社 (加須市諏訪)（加須市諏訪）
- 諏訪神社 (加須市串作)（加須市串作）
- 諏訪神社 (川越市)（川越市藤間）
- 諏訪神社 (さいたま市見沼区南中野)（さいたま市見沼区南中野)
- 諏訪社 (さいたま市桜区)（さいたま市桜区）
- 諏訪神社 (さいたま市岩槻区諏訪)（さいたま市岩槻区諏訪）
- 諏訪神社 (久喜市下清久)（久喜市下清久）
- 諏訪神社 (久喜市太田袋)（久喜市太田袋）
- 諏訪神社 (上尾市)（上尾市）
- 諏訪神社 (桶川市)（桶川市）
- 諏訪神社 (羽生市稲子)（羽生市稲子）
- 諏訪神社 (飯能市南川)（飯能市南川）
- 諏訪神社 (飯能市長沢)（飯能市長沢）

千葉県
- 諏訪神社 (流山市)（流山市駒木）
- 諏訪神社 (柏市)（柏市柏）
- 諏訪神社 (市川市)（市川市平田）
- 諏訪神社 (船橋市行田)（船橋市行田）
- 諏訪神社 (千葉市花見川区)（千葉市花見川区長作町）
- 諏訪神社 (千葉市中央区浜野町)（千葉市中央区浜野町）
- 諏訪神社 (白井市)（白井市根）
- 諏訪神社 (八千代市)（八千代市八千代台西）
- 諏訪大神 (東庄町)（香取郡東庄町）
- 諏訪神社 (香取市)（香取市佐原イ）
- 諏訪神社 (いすみ市)（いすみ市小澤）
- 諏訪神社 (市原市原田)（市原市原田）
- 諏訪神社 (館山市)（館山市船形）

東京都
- 諏訪神社 (文京区)（文京区後楽）
- 諏訪神社 (台東区)（台東区駒形）
- 諏訪神社 (新宿区)（新宿区高田馬場）

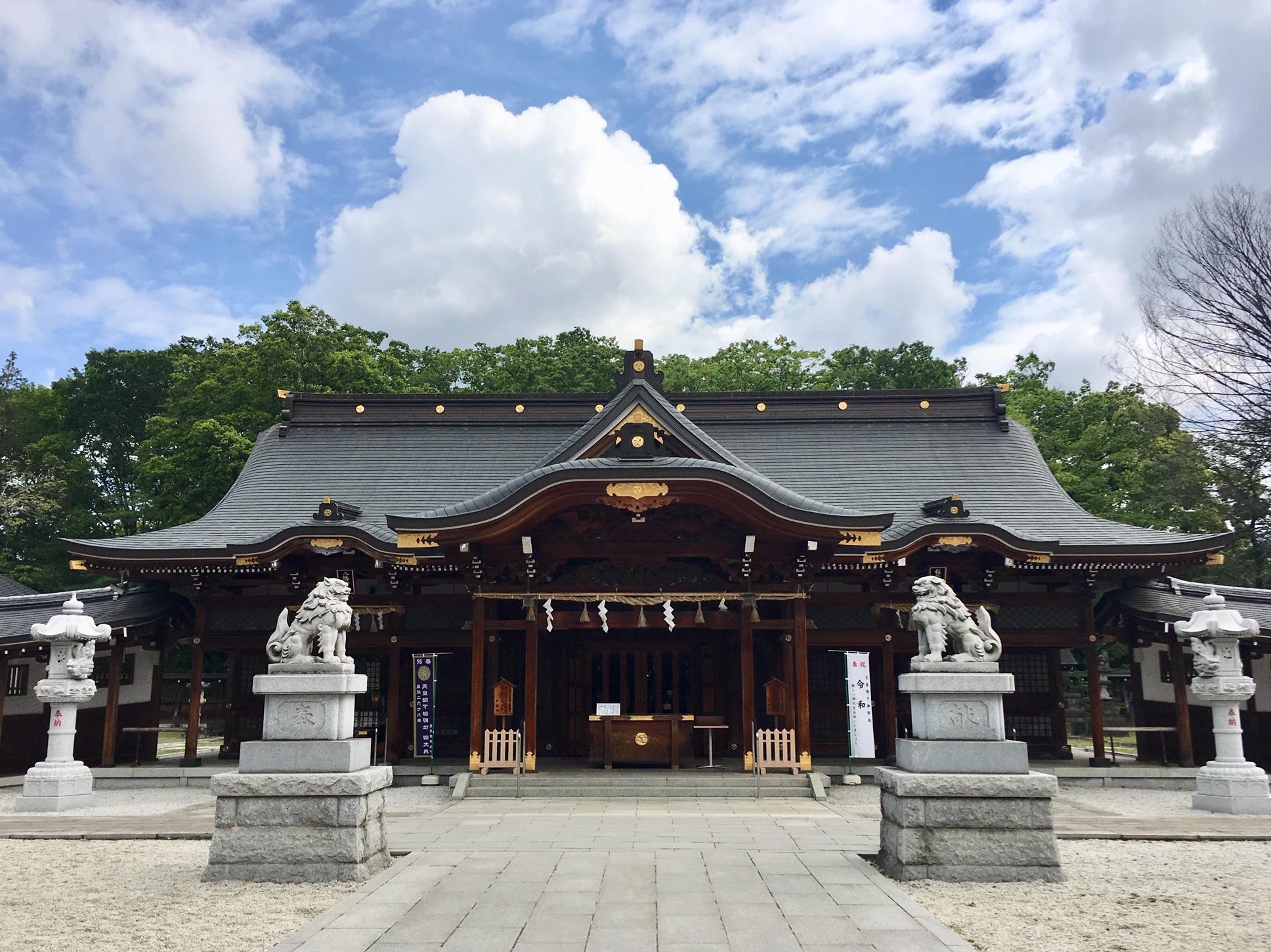
諏訪神社（立川市柴崎町）

- 諏訪神社 (大田区多摩川)（大田区多摩川）
- 諏訪神社 (大田区大森)（大田区大森）
- 諏訪神社 (大田区西蒲田)（大田区西蒲田）
- 諏訪神社 (大田区多摩川)（大田区多摩川）
- 天祖・諏訪神社（品川区南大井）
- 諏訪神社 (品川区南品川)（品川区南品川）
- 諏訪神社 (世田谷区)（世田谷区玉川）
- 諏訪神社 (東京都北区) (北区赤羽北)
- 赤塚諏訪神社（板橋区大門）
- 諏訪神社 (練馬区西大泉)（練馬区西大泉）
- 諏方神社 (荒川区)（荒川区西日暮里）
- 川端諏訪神社（葛飾区東立石）
- 立石諏訪神社（葛飾区立石）
- 諏訪神社 (江戸川区)（江戸川区平井）
- 諏訪神社 (立川市柴崎町)（立川市柴崎町）
- 諏訪神社 (立川市西砂町)（立川市西砂町）
- 諏訪神社 (東村山市)（東村山市諏訪町）
- 諏訪神社 (八王子市)（八王子市諏訪町）
- 諏訪神社 (町田市)（町田市相原町）
- 諏訪神社 (多摩市)（多摩市諏訪）
- 諏訪神社 (昭島市)（昭島市宮沢町）

神奈川県
- 諏訪神社 (川崎市高津区)（川崎市高津区）
- 諏訪神社 (川崎市多摩区)（川崎市多摩区）
- 諏訪神社 (横浜市港北区箕輪町)（横浜市港北区箕輪町）
- 諏訪神社 (横浜市港北区綱島東)（横浜市港北区綱島東）
- 諏訪神社 (横浜市中区石川町)（横浜市中区石川町）
- 諏訪神社 (横浜市中区諏訪町)（横浜市中区諏訪町）
- 諏訪大神社（横須賀市緑が丘）
- 諏訪神社 (横須賀市)（横須賀市若松町）（横須賀諏訪神社）
- 大津諏訪神社（横須賀市大津町）
- 諏訪神社 (三浦市)（三浦市）
- 諏訪神社 (大和市)（大和市下鶴間）
- 諏訪神社 (相模原市中央区上溝)
- 諏訪明神 (相模原市)（相模原市緑区大島）
- 諏訪神社 (相模原市緑区若柳)（相模原市緑区若柳）
- 諏訪神社 (海老名市)（海老名市中新田）
- 諏訪神社 (厚木市愛名)（厚木市愛名）
- 諏訪神社 (厚木市上古沢)（厚木市上古沢）
- 諏訪神社 (厚木市長沼)（厚木市長沼）
- 下川入諏訪神社（厚木市下川入）
- 諏訪神社 (鎌倉市植木)（鎌倉市植木）
- 諏訪神社 (藤沢市大鋸)（藤沢市大鋸）
- 諏訪神社 (藤沢市片瀬)（藤沢市片瀬）
- 諏訪神社 (藤沢市石川)（藤沢市石川）
- 諏訪神社 (茅ヶ崎市)（茅ヶ崎市）
- 諏訪神社 (平塚市)（平塚市南原）
- 諏訪神社 (箱根町仙石原)（箱根町仙石原）
- 諏訪神社 (箱根町宮城野)（箱根町宮城野）

### 中部地方
新潟県
- 諏訪神社 (新発田市)（新発田市）
- 諏訪神社 (上越市)（上越市五智国分）
- 諏訪宮 (新潟市)（新潟市中央区）

富山県
- 諏訪神社 (魚津市)（魚津市）
- 岩瀬諏訪神社（富山市）

山梨県
- 諏訪神社 (南アルプス市曲輪田)（南アルプス市）
- 諏訪神社 (昭和町)（中巨摩郡昭和町）
- 諏訪神社 (北杜市須玉町若神子)（北杜市須玉町）
- 諏訪神社 (山梨県南部町)（南巨摩郡南部町）
- 諏訪神社 (小菅村)（北都留郡小菅村）
- 諏訪神社 (山中湖村)（南都留郡山中湖村）

長野県
- 駒沢諏訪社（岡谷市川岸）
- 鮎沢諏訪社（岡谷市鮎沢）
- 乙事諏訪神社（諏訪郡富士見町乙事）
- 諏訪宮（諏訪郡富士見町落合瀬沢 ）

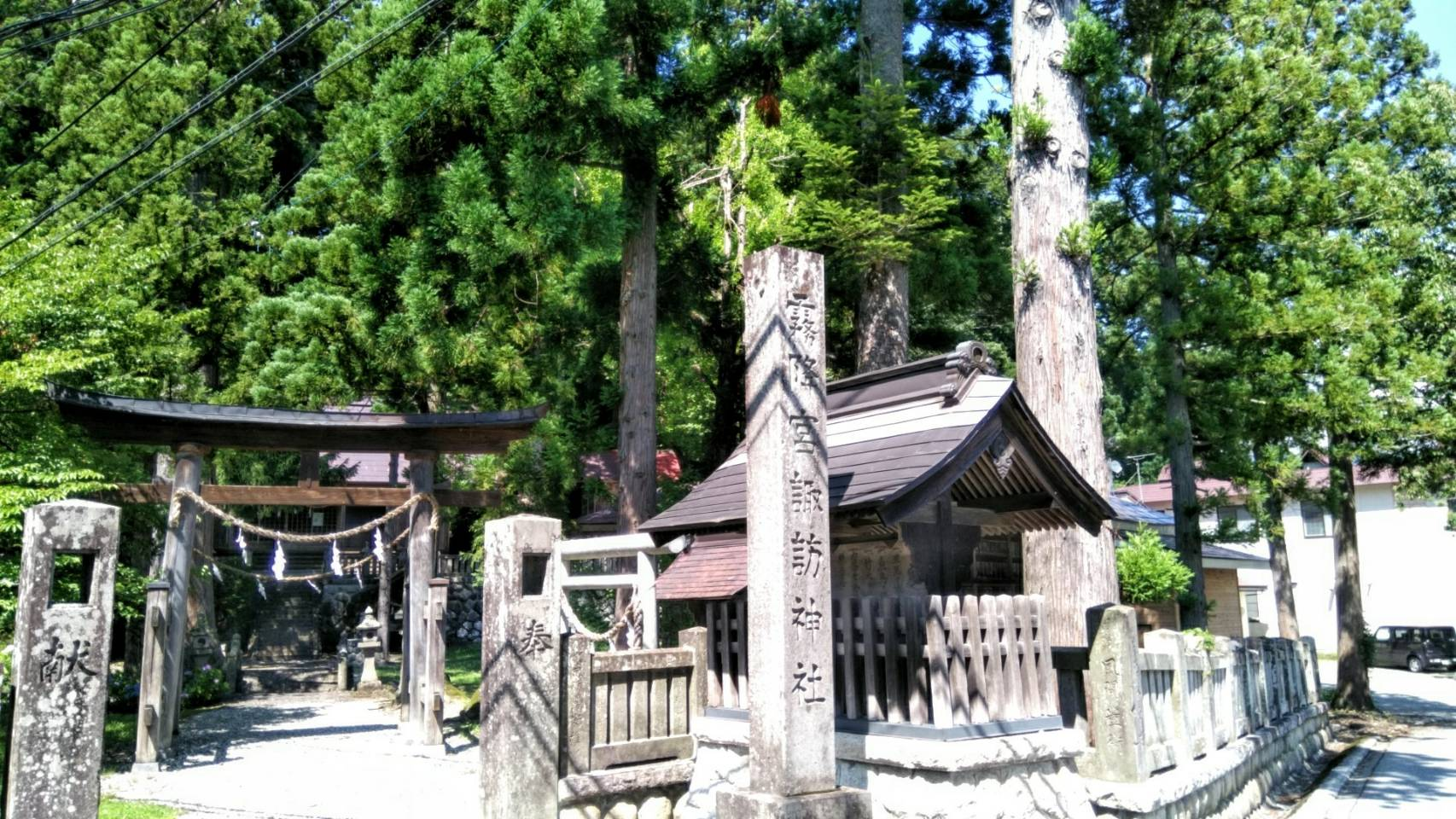
霧降宮切久保諏訪神社

- 葦原神社（下伊那郡大鹿村）（諏方本社大明神）
- 諏訪神社 (松本市波田)（松本市波田中波田）
- 諏訪神社 (松本市今井)（松本市今井）
- 諏訪神社 (木曽平沢)（塩尻市木曽平沢）
- 諏訪社 (中野市)（中野市片塩）
- 上諏訪神社（大町市平）
- 下諏訪神社（大町市平）
- 諏訪神社 (安曇野市豊科高家)（安曇野市豊科高家）
- 諏訪神社 (安曇野市堀金三田)（安曇野市堀金三田）
- 立石諏訪神社（安曇野市穂高有明）
- 諏訪神社 (飯田市)（飯田市宮の前）
- 知久平諏訪神社（飯田市下久堅知久平）
- 諏訪神社 (長野県池田町)（北安曇郡池田町会染）
- 諏訪神社 (白馬村)（北安曇郡白馬村）- 3つの諏訪神社（雨降宮嶺方、霧降宮切久保、霜降宮細野）が鎮座している[4]。
- 諏訪神社 (阿南町)（下伊那郡阿南町新野）
- 大宮諏訪神社 (佐久市)（佐久市入澤）
- 諏訪神社 (佐久市臼田)（佐久市臼田）
- 諏訪社 (佐久市)（佐久市大沢）
- 諏訪神社 (佐久市春日)（佐久市春日）
- 諏訪神社 (佐久市共和)（佐久市共和）
- 諏訪神社 (佐久市協和)（佐久市協和）
- 諏訪神社 (佐久市甲)（佐久市甲）
- 諏訪神社 (佐久市小宮山)（佐久市小宮山）
- 諏訪神社 (佐久市伴野)（佐久市伴野）
- 諏訪神社 (佐久市三河田)（佐久市三河田）
- 諏訪神社 (佐久市横根)（佐久市横根）
- 諏訪神社 (長野県軽井沢町)（北佐久郡軽井沢町軽井沢旧軽井沢）
- 諏訪神社 (長野県小海町)（南佐久郡小海町豊原）
- 諏訪神社 (上松町)（木曽郡上松町）
- 諏訪神社 (中川村)（上伊那郡中川村） - 片桐氏発祥の地

岐阜県
- 諏訪神社 (岐阜市日野)（岐阜市）
- 諏訪神社 (各務原市那加桐野町)（各務原市那加桐野町）
- 諏訪神社 (海津市)（海津市南濃町）
- 諏訪神社 (多治見市)（多治見市根本町）
- 諏訪神社 (瑞浪市土岐町)（瑞浪市土岐町）
- 諏訪神社 (中津川市茄子川)（中津川市茄子川）
- 諏訪神社 (中津川市山口)（中津川市山口）
- 諏訪神社 (美濃加茂市)（美濃加茂市下米田町）
- 諏訪神社 (関市)（関市）
- 須波神社 (下呂市)（下呂市金山町菅田桐洞）
- 諏訪神社 (下呂市萩原町)（下呂市萩原町）
- 諏訪神社 (下呂市小坂町)（下呂市小坂町）
- 諏訪神社 (飛騨市古川町杉崎)（飛騨市古川町杉崎）
- 諏訪神社 (高山市下切町)（高山市下切町）
- 諏訪神社 (高山市丹生川町新張)（高山市丹生川町新張）

静岡県
- 諏訪神社 (浜松市天竜区二俣町)（浜松市天竜区二俣町）
- 五社神社・諏訪神社（浜松市中央区） - 別表神社
- 諏訪神社 (浜松市中央区)（浜松市中央区若林町）

愛知県
- 諏訪神社 (犬山市)（犬山市）
- 諏訪神社 (西尾市)（西尾市一色町一色）（三河一色諏訪神社）
- 諏訪神社 (常滑市)（常滑市）
- 諏訪神社 (設楽町)（北設楽郡設楽町）
- 諏訪神社 (東栄町)（北設楽郡東栄町）
- 諏訪神社 (豊川市)（豊川市）

### 近畿地方
三重県
- 諏訪神社 (四日市市)（四日市市）

京都府
- 諏訪大社分社 (京都府)（京都市下京区諏訪開町）
- 尚徳諏訪神社（京都市下京区下諏訪町）
- 諏訪神社 (南山城村)（相楽郡南山城村）

大阪府
- 諏訪神社 (大阪市)（大阪市城東区）
- 諏訪神社 (堺市)（堺市西区）

兵庫県
- 諏訪神社 (神戸市須磨区)（神戸市須磨区）
- 諏訪神社 (神戸市中央区)（神戸市中央区）

### 中国地方
鳥取県
- 諏訪神社 (琴浦町)（東伯郡琴浦町）
- 諏訪神社 (智頭町)（八頭郡智頭町）
- 諏訪神社 (八頭町)（八頭郡八頭町）
- 諏訪神社 (米子市)（米子市大篠津町）

島根県
- 諏訪神社 (出雲市斐川町神庭)（出雲市斐川町神庭）
- 諏訪神社 (出雲市斐川町学頭)（出雲市斐川町学頭）
- 諏訪神社 (江津市)（江津市松川町上河戸）

岡山県
- 諏訪神社 (浅口市)（浅口市金光町佐方）
- 諏訪宮 (岡山市)（岡山市北区）

### 四国地方
徳島県
- 諏訪神社 (徳島市)（徳島市佐古山町）
- 諏訪神社 (三好市)（三好市池田町ウヱノ）

愛媛県
- 諏訪神社 (愛南町)（南宇和郡愛南町）
- 諏訪神社 (松山市恵原町)（松山市恵原町）
- 諏訪神社 (松本市波田)（松山市波田）

### 九州地方
福岡県
- 諏訪神社 (福津市)（福津市西福間）
- 諏訪宮（糸島市二丈田中）

佐賀県
- 諏訪神社 (唐津市)（唐津市）

大分県

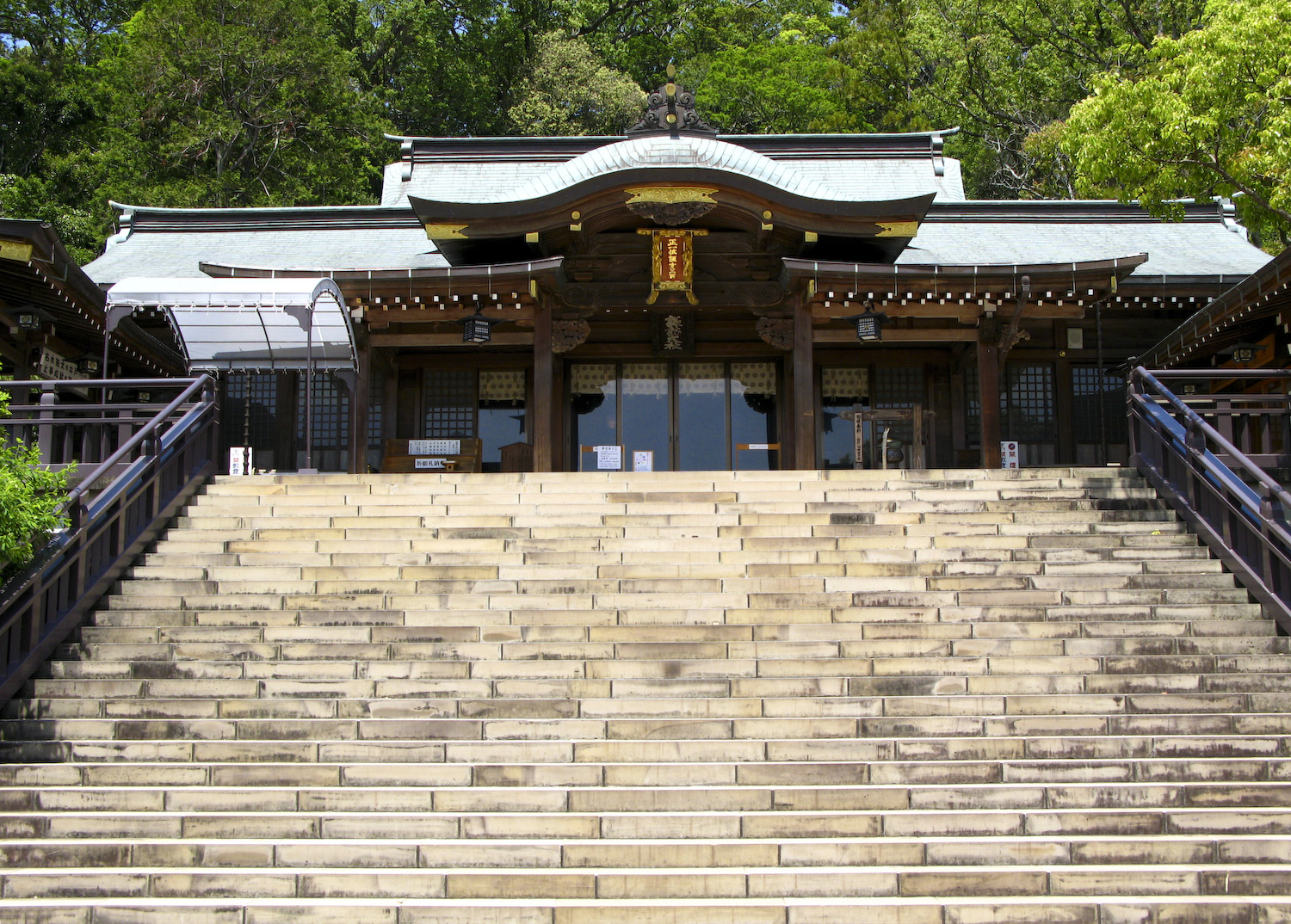
鎮西大社諏訪神社

- 諏訪神社 (中津市)（中津市） - 大杉で知られる[5]

長崎県
- 鎮西大社諏訪神社（長崎市） - 別表神社

熊本県
- 小山諏訪神社（熊本市東区小山6丁目25）
- 本渡諏訪神社（天草市諏訪町）
- 崎津諏訪神社（天草市河浦町崎津）
- 佐敷諏訪神社（葦北郡芦北町）
- 水俣諏訪神社（水俣市長野町）

鹿児島県
- 諏訪神社 (南大隅町)（肝属郡南大隅町）